# 熊鍾文
熊鍾文（？—？），號寧野，江西南昌府南昌縣人，明朝政治人物。

## 生平
萬曆十六年（1588年）戊子科江西鄉試舉人。萬曆二十年（1592年），登壬辰科第二甲第四名進士，禮部觀政，六月授刑部主事，二十二年調禮部主事，二十三年升员外郎，二十六年仕至禮部郎中，养病。二十七年京察降调，卒。

## 家族
曾祖熊良，儒官；祖父熊紹，舉人、府同知；父熊墀，监生。